# Radnó György
Radnó György (Budapest, 1962. szeptember 23. –) költő.
Szülei: id. Radnó György, Martin Erzsébet. Dunaharasztin élt 2003-ig, ahonnan Bárándra költözött és élt közel 10 évig egy 1910-es építésű régi kúriában, amely egy esős vihar következtében megsérült és le kellett bontani. 
2013-tól Nyíregyházán dolgozik, ahol főleg irodalmi munkái alapján ismerik meg. 2012-ben jelent meg első kötete, termékeny író, a következő évben újabb kötete jelent meg.  
Első kötetét követően alapította meg az Élő Költők Könyvklub nevű társaságot, amely elsősorban amatőr költőknek szól, és segít a megjelentetésekben, könyvkiadások megvalósításában. 
Rendszeresen megjelenő havi magazinja az Évszakok című antológia sorozat. 
Főszerkesztője a nyomtatott Irodalmi Kávéház Magazinnak (ISSN 2416-0547), amelynek 3 száma jelent meg 2015-ben A4-es, egy pedig A5-ös színes formátumban.

## Megjelent kötetei
- Radnó György - A némaságom kiáltom (2012) Előszó:Bencze Attila költő

- Radnó György - Nem, nem mondom! (2013) Előszó: Vajdics Krisztina költő
- Vajdics Krisztina: Szó születik. Versek / Radnó György: Városi nyár. Versek; Vajdics Krisztina–Radnó György–Élő Költők Könyvklub, Nyíregyháza, 2013